# Ацкурская церковь
Ацкурская церковь Успения (груз. აწყურის ღვთისმშობლის მიძინების სახელობის ტაძარი) — разрушенный средневековый собор в деревне Ацкури (Ахалцихский муниципалитет), в южной Грузии, в крае Самцхе-Джавахети. Первоначально построенная в X—XI веках церковь была восстановлена вскоре после разрушительного землетрясения 1283 года. Он представлял собой крестово-купольную церковь с тремя выступающими на восток апсидами. От некогда одного из крупнейших соборов в Грузии остались лишь полуразрушенные стены. Проект полной реставрации был запущен в 2016 году. Церковь внесена в список недвижимых памятников культуры национального значения Грузии.

## История и архитектура
Церковь стоит у подножия небольшого холма на правом берегу реки Кура. Выделяются два культурных слоя, свидетельствующих о разных этапах строительных работ на её территории: один из которых датируется X—XI веком, а другой — XIII—XIV веком. Последний является следствием масштабной реконструкции после сильного землетрясения 1283 года. Ацкури был одним из важнейших христианских центров в средневековой Грузии, резиденцией епископа, главного прелата в провинции Самцхе, а также местом, где хранилась почитаемая икона Богородицы Одигитрии. Икона, согласно средневековым грузинским летописям, была якобы привезена сюда святым Андреем. Также по легенде Ацкури посещал византийский император Ираклий I, желавший поклониться этой реликвии, по пути на войну с персами в 627 году. Согласно другому преданию икона чудом уцелела под обрушившимся куполом церкви во время землетрясения 1283 года. В конце XVI века она в конце концов нашла себе постоянное место хранения в Гелатском монастыре, откуда в 1952 году была перевезена в Грузинский национальный музей в Тбилиси.
Восстановленный собор Ацкури пользовался покровительством князей Самцхе из рода Джакели и владел дочерними церквями и поместьями. Также епископ, чья резиденция находилась в этом соборе, носил титул Мацкверели («из Ацкури») и был одним из самых влиятельных прелатов в Грузии, даже претендуя на автономию от грузинского патриарха в то время, когда Грузинское царство находилось в стадии распада в течение XV века. После османского завоевания Самцхе в 1578 году и распространения там ислама, церковь перестала играть прежнее значение и окончательно пришла в упадок к началу XIX века, после серии землетрясений и столетий войн и пренебрежения к себе.
В последние годы существования СССР, в 1980-х годах, интерес к христианскому наследию Ацкури был возрождён, будучи движимым добровольческими студенческими группами. В последующие годы был проведён ряд археологических исследований, а в 2016 году правительством Грузии был начат полномасштабный реставрационный проект, направленный на полное восстановление храма.
До этого времени здание превратилось в руины: купол и все своды рухнули, как и верхние стены. Сохранились части алтаря и покоев по обе стороны от него (дьяконник на южной стороне и жертвенник на северной) с выступающими гранеными стенами. Внутренние стены сохранили фрагменты декора, такие как пилястры с архитравами и орнаментированные детали алтарной стены. Богато украшенные камни из церкви можно было найти разбросанными по всей деревне, которые использовались местными жителями для своих собственных сооружений. В ходе археологических раскопок было обнаружено несколько других зданий, таких как церковь X века и вспомогательные сооружения со средневековыми грузинскими надписями, в и вокруг разрушенного собора.